# Kajakse
Le kajakse (aussi connu sous le nom de kadjakse, kajeske, kujarke, mini, kawa tadimini) est une langue afro-asiatique parlée dans l'est du Tchad.  Elle fait partie du sous-groupe des langues tchadiques orientales.